# Sitio de Thionville (1558)
El asedio de Thionville fue el conflicto militar durante la Guerra italiana de 1551-1559 que enfrentó a la Monarquía Hispánica contra las tropas del Reino de Francia. Tuvo lugar desde el 17 de abril al 23 de junio de 1558 y acabó con la toma de la ciudad.

## Antecedentes

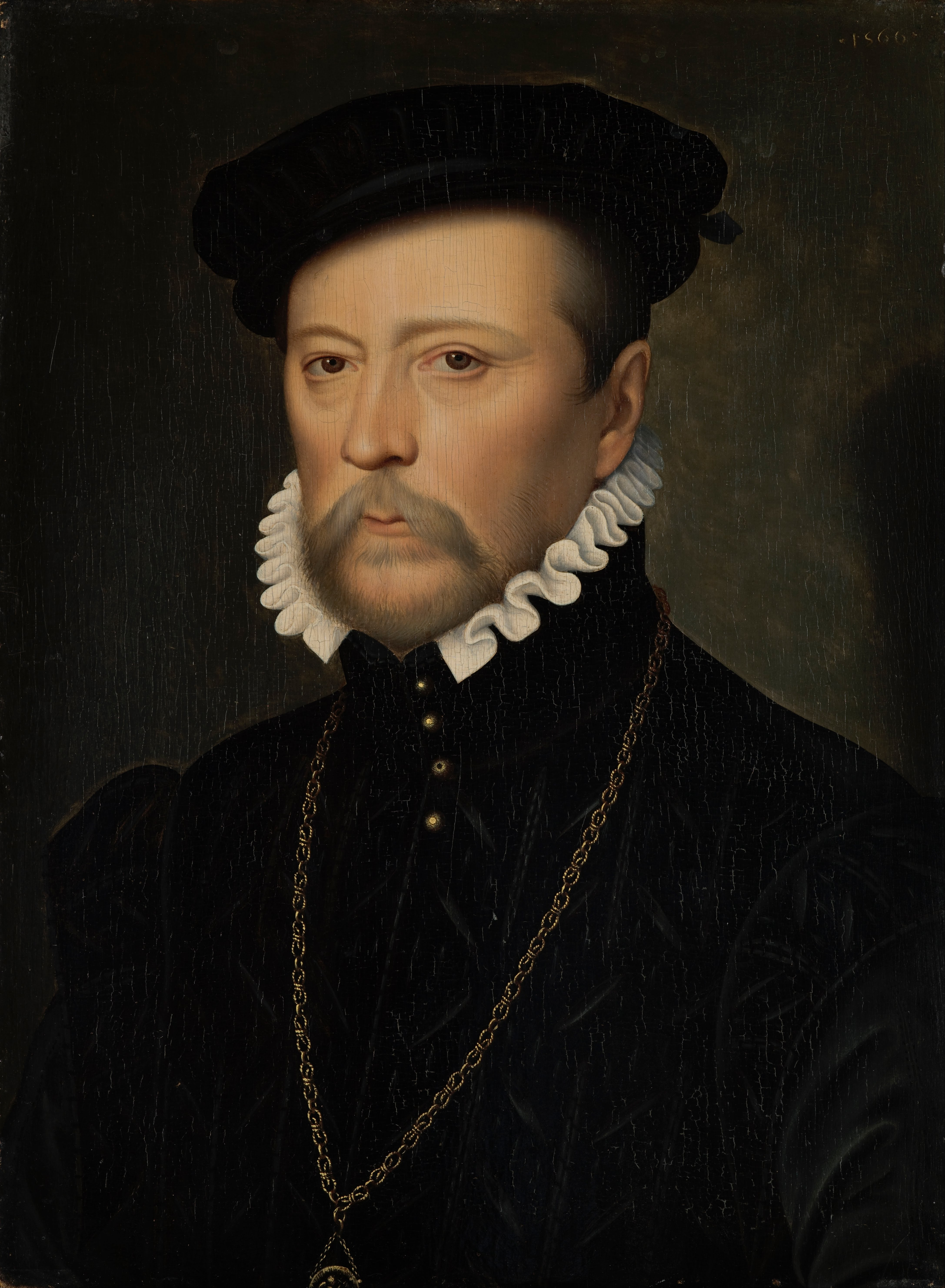
François de Scépeaux por François Clouet

Con la recuperación de Calais por parte francesa, Francisco de Guisa permitió el contraataque a los españoles. Enrique II decidió concentrar sus fuerzas para hacerse con Thionville, una de las ciudades más fuertes en poder de Carlos I y que se consideraba inexpugnable.
François de Scépeaux comenzó el asedio el 17 de abril. A sus tropas se unió Francisco de Guisa que antes se había dirigido a Metz con veinte batallones de infantería y artillería para unirse a una compañía de caballería ligera y una de gendarmería comandadas por Jean II d'Espinay y otras dos compañías, de infantería y caballería respectivamente, provenientes de principalmente de Toul y Verdún.
La llegada de Francisco de Guisa se intento llevar en el más absoluto de los secretos para que las fuerzas de Jean Carrebe, alcalde de la ciudad, no se percataran.
A todos ellos se habían ya unido tropas de Champaña y Bría, Is-en-Bassigny, el Ducado de Orleans y otros lugares. Además de seis compañías de caballería mandadas por Enrique de Brunswick-Dannenberg, Daniel Brendel von Homburg, la Casa de Leyen y los Ducados de Wurtemberg y Symerch.

## Asedio
Cuando hubieron llegado las tropas de Francisco de Guisa junto a Piero Strozzi el 28 de mayo, las tropas de François de Scépeaux, que sitió la ciudad el 17 de abril, ya habían instalado puentes flotantes, instalado doce cañones de gran calibre, seis culebrinas de gran tamaño y otras piezas. También habían cortado el suministro de alimentos. Con la llegada de todas las tropas se pudo rodear la ciudad con efectividad.
La guarnición, bajo el mando del alcalde Jean Carrebe, constaba de 3000 hombres, 50 culebrinas y otras piezas de artillería.
François de Scépeaux instaló su cuartel general en una granja cerca del río Mosela y preparó quince barcos grandes y veinte más pequeños con artillería y pólvora suficiente para poder disparar unas 15 000 veces.
Felipe de Montmorency junto a tres tropas de experimentados soldados españoles intentaron llevar suministros a la ciudad durante la primera noche del asedio, pero los accesos estaban tan bien custodiados por lo que se vieron obligados a retirarse hacia la ciudad de Luxemburgo. El día 19 de abril cuatro compañías de soldados españoles junto a cincuenta de caballería procedentes de Flandes y Namur intentaron sin éxito romper el cerco francés. Los españoles ya no intentaron hacerlo más y dejaron la ciudad a su suerte.
Los franceses montaron un cañón de gran calibre en las orillas del Mosela y las seis grandes culebrinas a sólo 1500 pasos de la ciudad. Esto dañó gravemente las defensas de la localidad y destruyó toda la artillería de la que disponían. Continuaron atacando la margen derecha del Mosela, apuntando a Tour-aux-Puces y a las fortificaciones del lado sureste de la ciudad. Aprovechando que se vinieron abajo las tropas atacantes lanzaron un ataque con la infantería, pero fueron rechazados. En los siguientes cuatro días hubo un intercambio de disparos con mosquetes. En ese intercambio de disparos, Piero Strozzi fue alcanzado cuando ordenaba cambiar las culebrinas de lugar produciéndose su muerte treinta minutos después.
François de Scépeaux solicitó que Metz enviase más cañones y decidió atacar la ciudad desde la margen izquierda. Tras una hora bombardeando una torre y el muro lograron abrir una brecha por la que entre cien y ciento veinte hombres lograron entrar y hacerse con dicha torre en la que colocaron dos cañones. Con ambos cañones derribaron el muro. Al día siguiente prepararon las tropas para asaltar la ciudad.
Francisco de Guisa mandó una comisión a parlamentar con el alcalde de la ciudad para advertirle de que si no abandonaban la ciudad en tres horas mandaría ahorcar a toda la población. Carrebe expuso sus propios términos a lo que se le respondió que eran los vencedores los que debían de dictarlos. Tras un sucesión de cañonazos contra las viviendas de la ciudad Carrebe claudicaba sin condiciones.
Habitantes y soldados españoles abandonaron la ciudad el 23 de junio.
Inmediatamente después también caía la villa de Arlon, destruyendo su castillo.

## Consecuencias
No sé permitió que los ciudadanos se quedaran en la ciudad. François de Scépeaux propuso demoler la ciudad y sus fortificaciones en respuesta al saqueo y la total destrucción de Thérouanne por parte de las tropas de Carlos I cinco años antes, pero Guisa se lo prohibió y repoblaron la ciudad con habitantes de Metz.
Un año después la ciudad volvería a manos españolas con la firma de la Paz de Cateau-Cambrésis y volvió a ser repoblada por sus habitantes originales. La ciudad nunca se recuperaría de los daños recibidos.